# John William Waterhouse
John William Waterhouse (Róma, 1849 – London, 1917. február 10.) angol preraffaelita festő, akinek a szülei is művészek voltak. Pontos születési ideje nem ismert, csak az, hogy 1849. április 6-án keresztelték meg.

## Élete
Ismert volt félénk, zárkózott természetéről, beceneve pedig a Nino volt, ami az olasz Giovanino becézése. 1883-ban feleségül vette Esther Kenworthyt, házasságukból született mindkét gyermekük még kiskorában meghalt.
Különösen ismert nőalakjairól, témái legfőképpen az Artúr-mondakör és a görög mitológia voltak. Összesen 118 képet alkotott.

## Képek

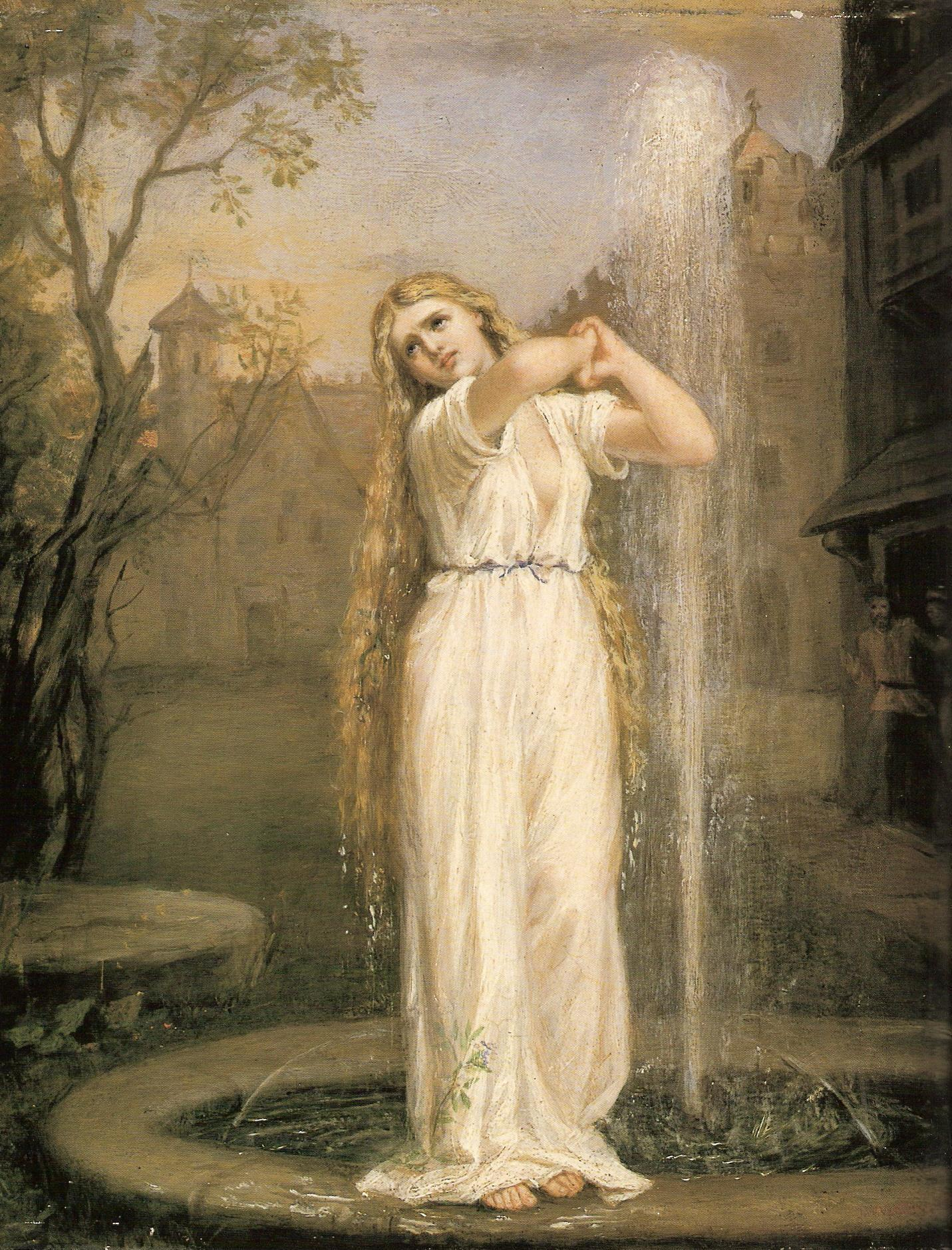
Hableány 1872
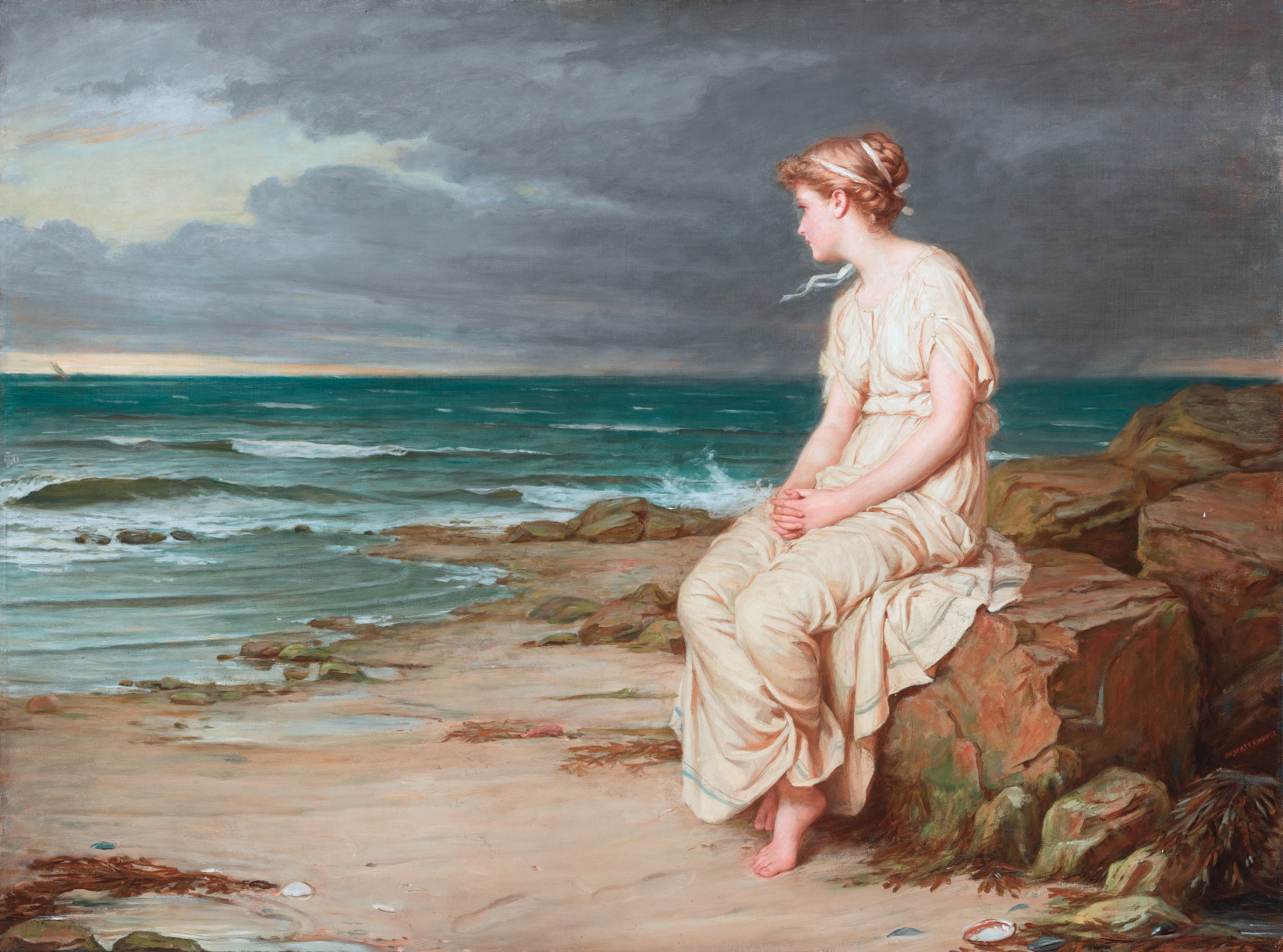
Miranda 1875
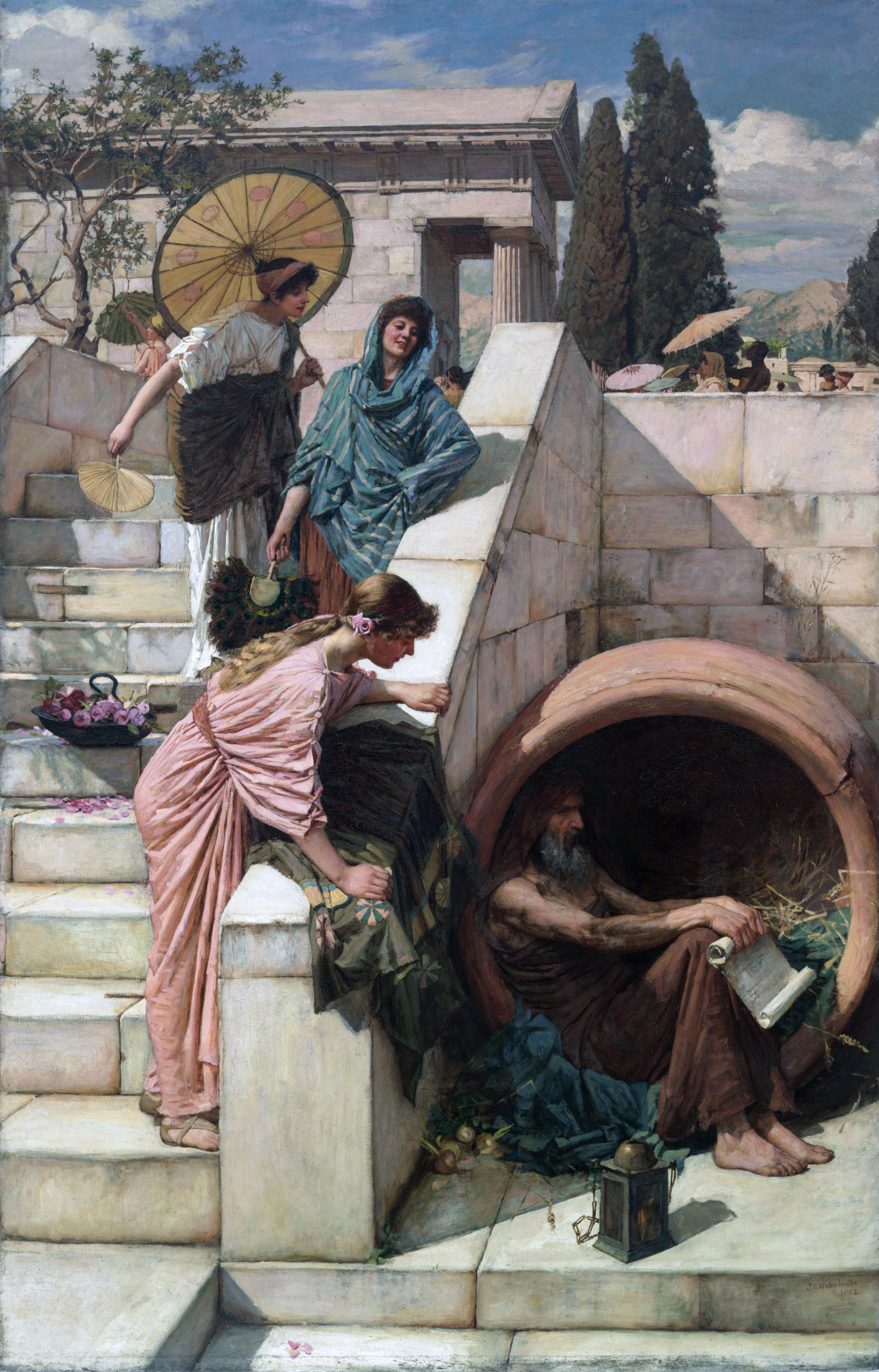
Diogenes 1882
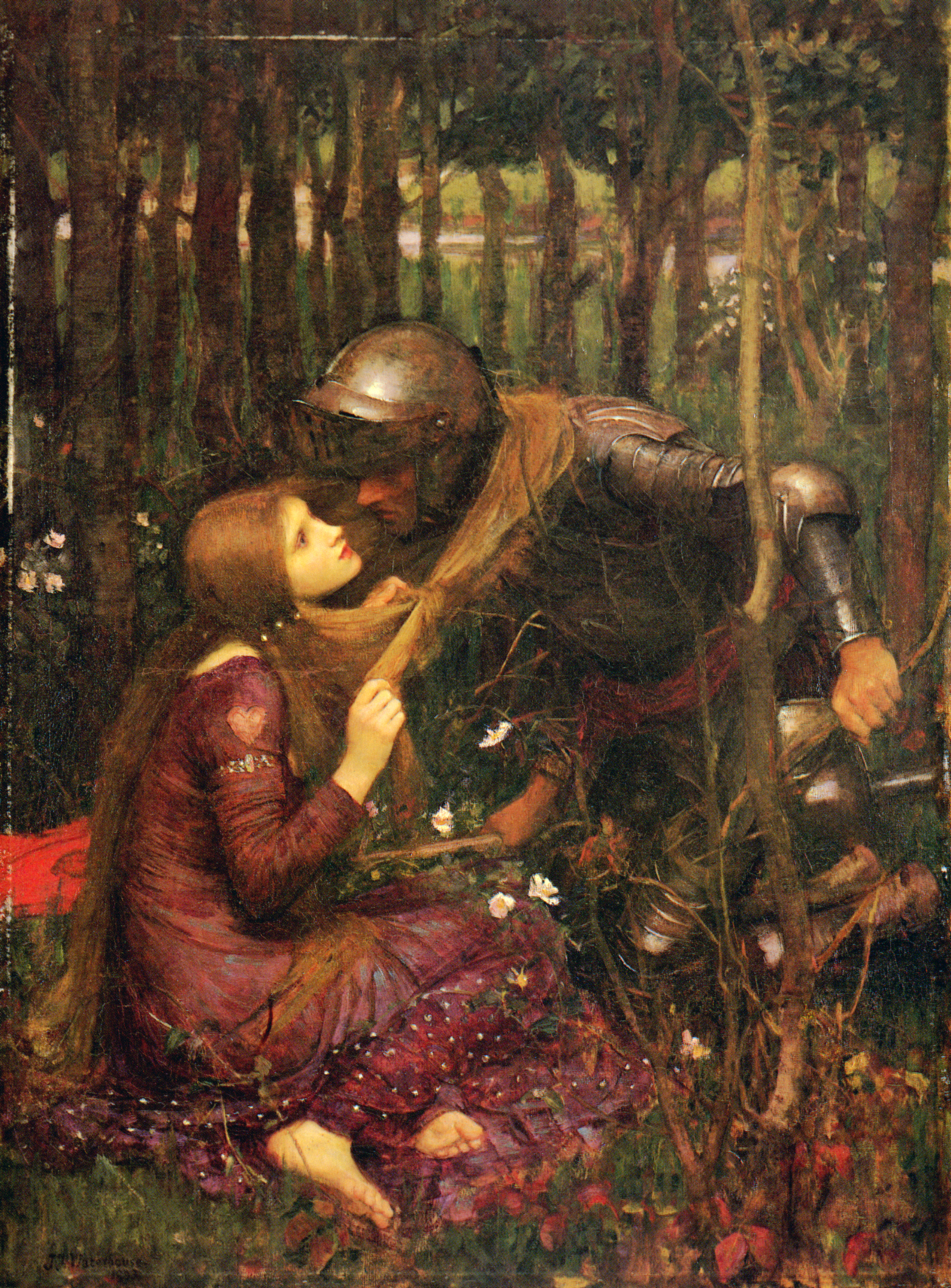
Könyörtelen szép hölgy 1893
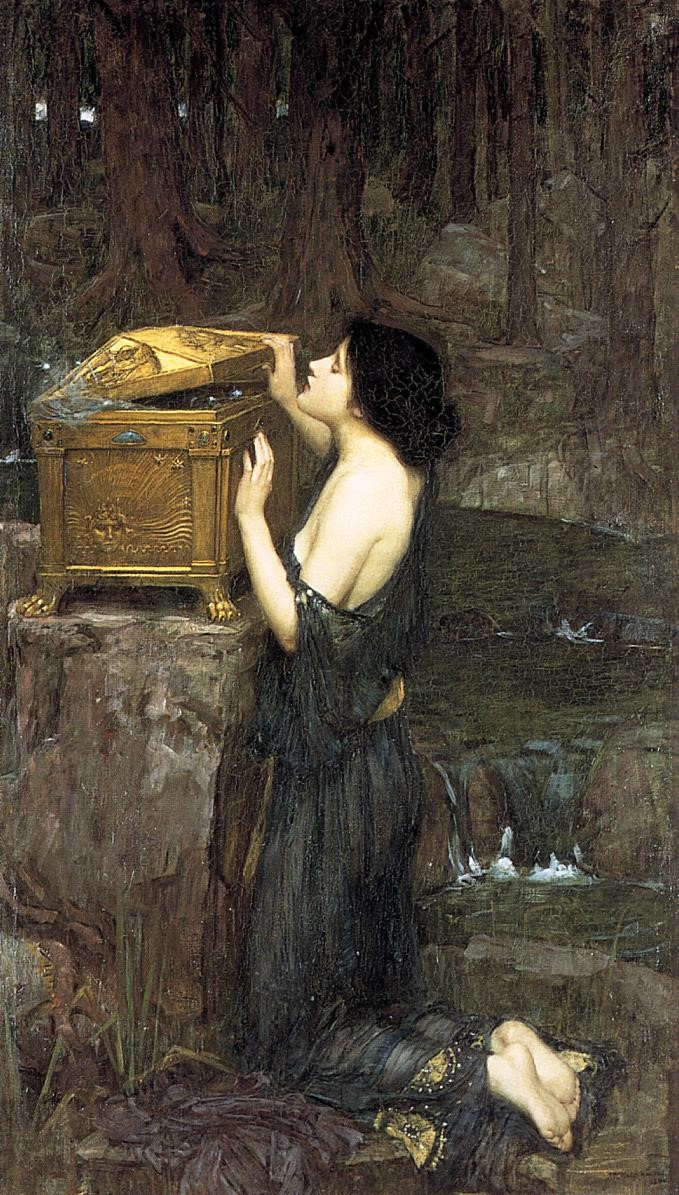
Pandora 1896
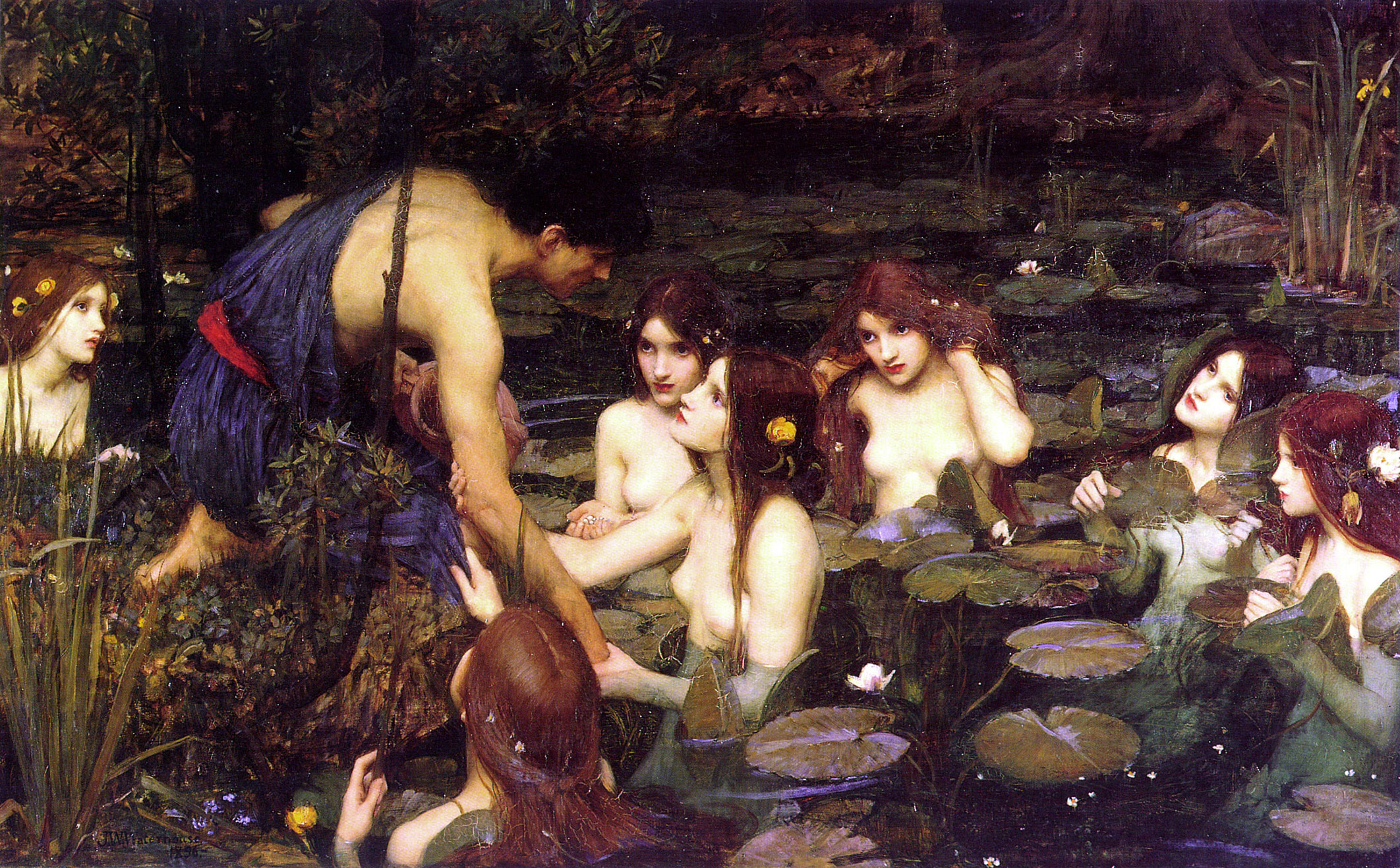
Hülasz és a Nimfák 1896
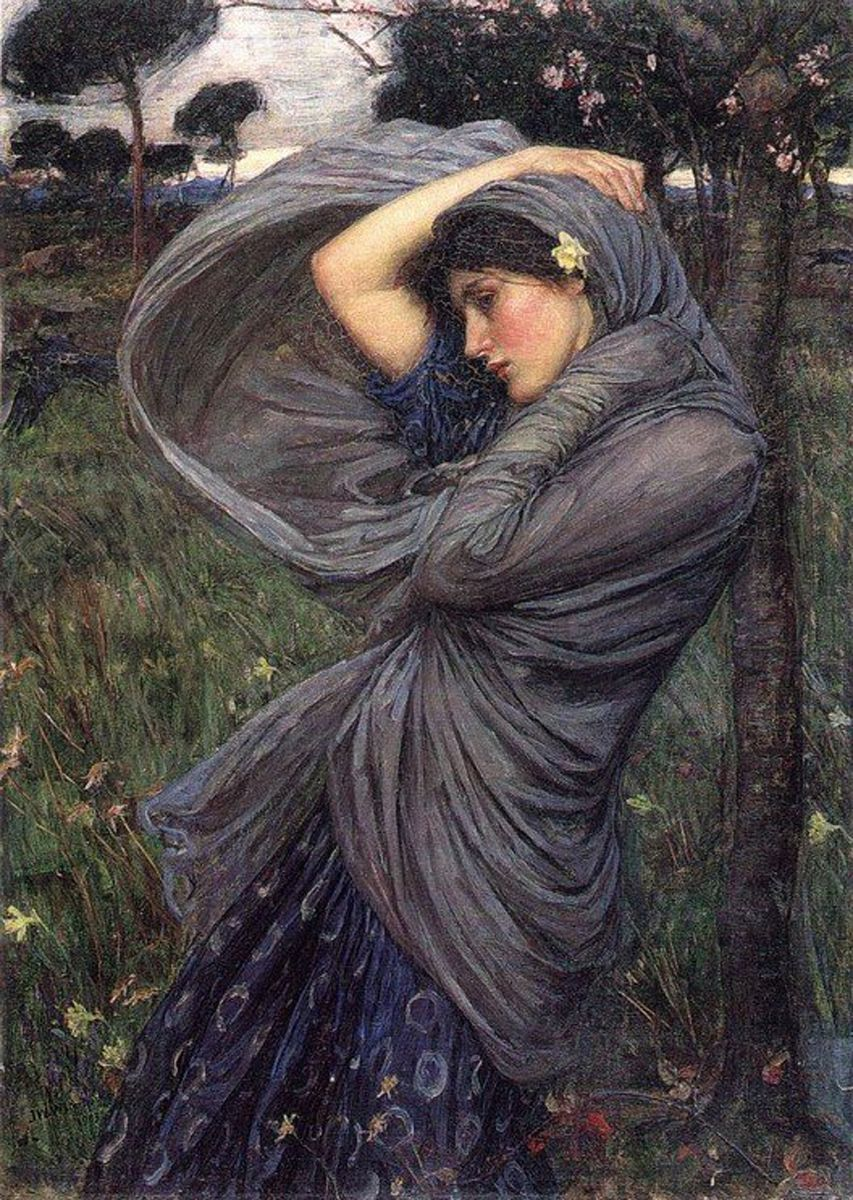
Boreasz 1903
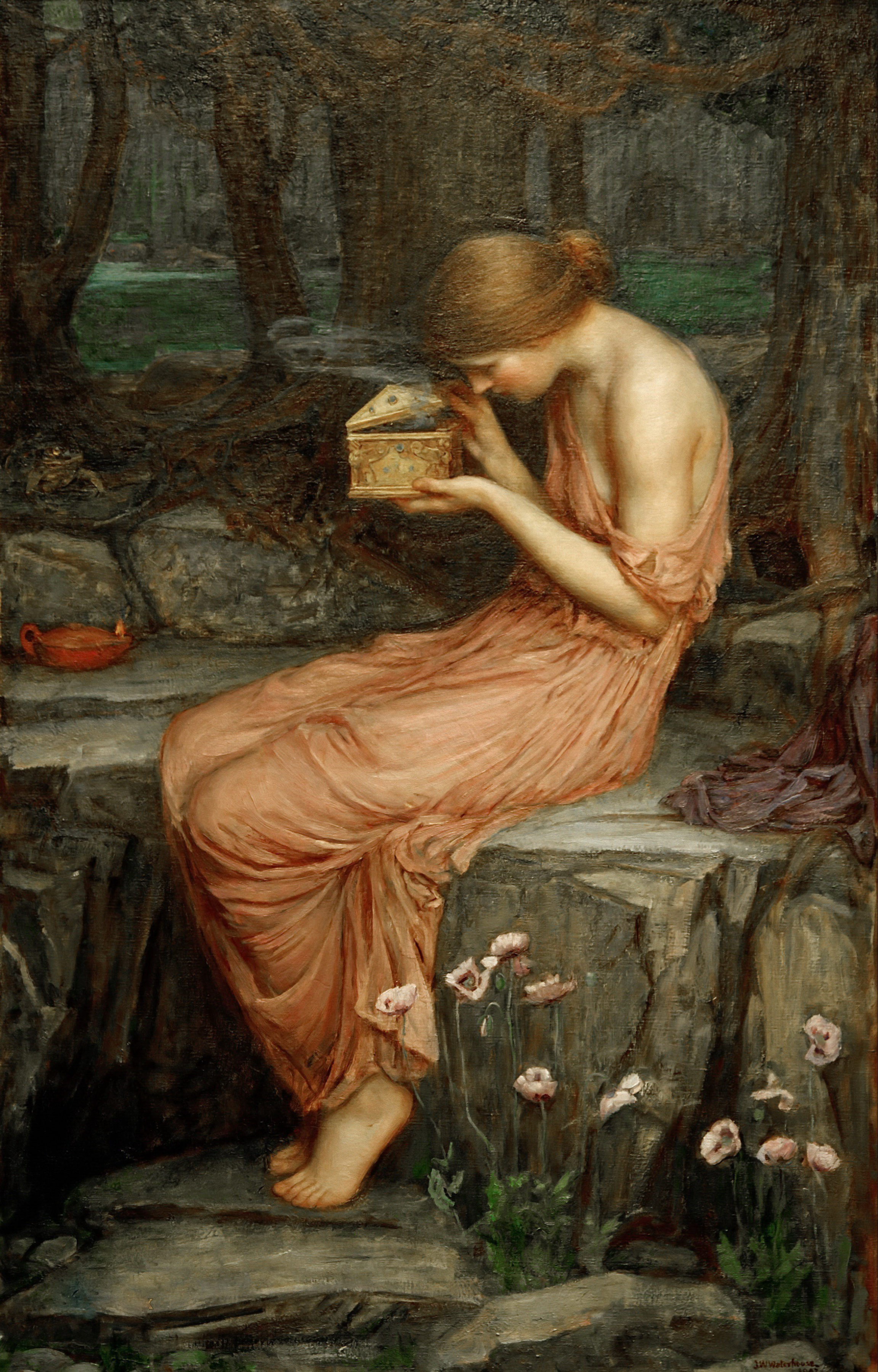
Pszükhé kinyitja az arany dobozt 1903
Pszükhé kinyitja Amor kertjébe nyíló ajtót 1904
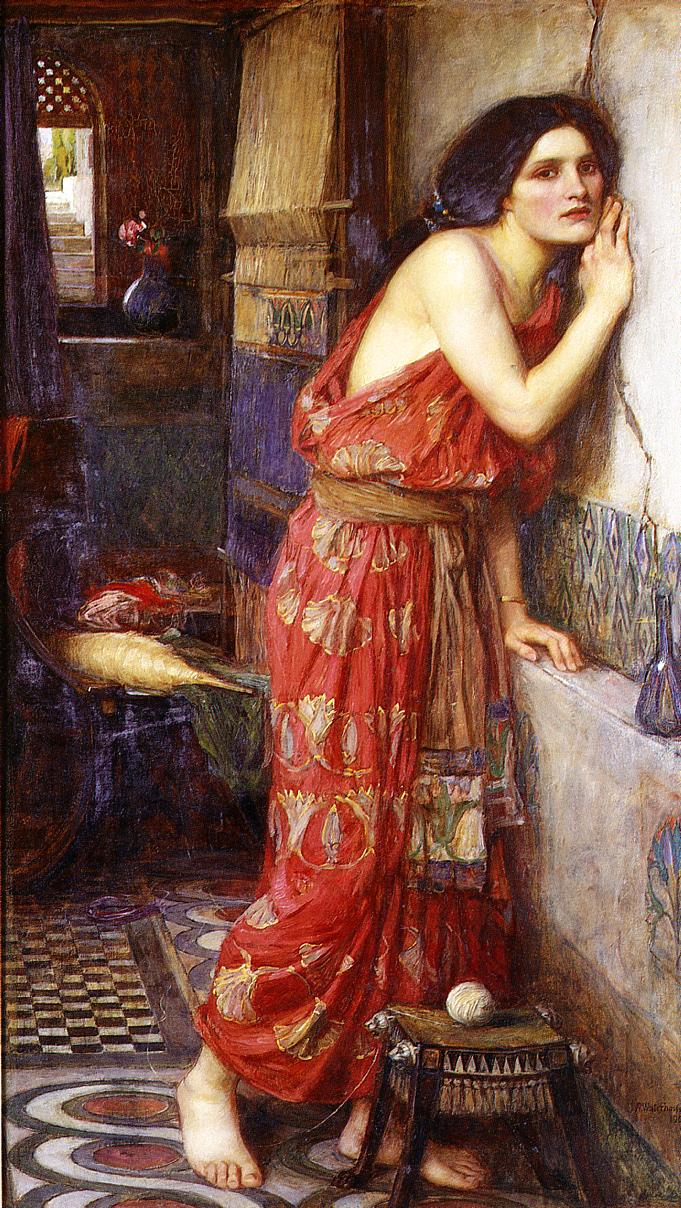
Thisbe 1909